# Ludwig Abel
Ludwig Abel (Eckartsberga, 14 gennaio 1835 – Pasing, 13 agosto 1895) è stato un violinista, compositore e direttore d'orchestra tedesco.

## Biografia
Nacque a Eckartsberga, provincia di Sassonia, fu allievo di Ferdinand David. Divenne membro dell'Orchestra del Gewandhaus di Lipsia e nel 1853 si trasferì nell'orchestra di corte di Sassonia-Weimar-Eisenach a Weimar. Dal 1860 insegnò presso la Charitable Society of Violin Playing. Su suggerimento della corte bavarese Hans von Bülow, il maestro di cappella, che incontrò a Basilea nel 1866, organizzò una musica da camera congiunta e nel 1867 Abel divenne maestro di corte dell'orchestra di corte a Monaco. Insegnò alla Musikschule di Monaco di Baviera diretta da Hans von Bülow, dove divenne professore nel 1880 e si ritirò nel 1894.
Le composizioni di Abel comprendevano un concerto per violino e un metodo per violino, oltre a prove e duetti per violino.